# Atrauli
Atrauli è una suddivisione dell'India, classificata come municipal board, di 43.845 abitanti, situata nel distretto di Aligarh, nello stato federato dell'Uttar Pradesh. In base al numero di abitanti la città rientra nella classe III (da 20.000 a 49.999 persone).

## Geografia fisica
La città è situata a 28° 03' 16 N e 78° 17' 15 E.

## Società

### Evoluzione demografica
Al censimento del 2001 la popolazione di Atrauli assommava a 43.845 persone, delle quali 23.215 maschi e 20.630 femmine. I bambini di età inferiore o uguale ai sei anni assommavano a 7.266, dei quali 3.798 maschi e 3.468 femmine. Infine, coloro che erano in grado di saper almeno leggere e scrivere erano 19.948, dei quali 12.307 maschi e 7.641 femmine.